# Pseudoceros rubellus
Pseudoceros rubellus is een platworm (Platyhelminthes). De worm is tweeslachtig. De soort leeft in het zoute water.
Het geslacht Pseudoceros, waarin de platworm wordt geplaatst, wordt tot de familie Pseudocerotidae gerekend. De wetenschappelijke naam van de soort werd voor het eerst geldig gepubliceerd in 1903 door Laidlaw.